# Bomba
Bómba je bojno sredstvo, ki svojo rušilno moč črpa iz eksploziva. V vojaški terminologiji se izraz bomba po navadi nanaša na eksplozivne naprave, odvržene iz letal, čeprav bi v splošnem lahko v to kategorijo uvrstili tudi granate in mine.
Delimo jih na:
- Prosto padajoče letalske bombe
- Elektrooptično vodene bombe
- Lasersko vodene bombe
- Globinske bombe
- Kasetne bombe
- Večnamenska letalska bomba